# Liste des longs métrages macédoniens proposés à l'Oscar du meilleur film international
Cet article présente la liste des longs métrages macédoniens proposés à l'Oscar du meilleur film international.

## Films proposés par la Macédoine du Nord
| Année (cérémonie) | Titre français                   | Titre original              | Langue(s)                     | Réalisateur                          | Résultat  |
| ----------------- | -------------------------------- | --------------------------- | ----------------------------- | ------------------------------------ | --------- |
| 1995 (67e)        | Before the Rain                  | Пред дождот                 | macédonien, albanais, anglais | Milcho Manchevski                    | Nommé     |
| 1998 (70e)        | Gypsy Magic (mk)                 | Џипси Меџик                 | macédonien, romani            | Stole Popov                          | Non nommé |
| 1999 (71e)        | Zbogum na dvaesettiot vek (mk)   | Збогум на Дваесетиот Век!   | macédonien                    | Darko Mitrevski, Aleksandar Popovski | Non nommé |
| 2005 (77e)        | The Great Water                  | Γолемата Вода               | macédonien                    | Ivo Trajkov (de)                     | Non nommé |
| 2007 (79e)        | Contact (pl)                     | Контакт                     | macédonien, allemand          | Sergueï Stanojkovski                 | Non nommé |
| 2008 (80e)        | Ombres                           | Сенки                       | macédonien                    | Milcho Manchevski                    | Non nommé |
| 2009 (81e)        | Je suis de Titov Veles           | Јас сум од Титов Велес      | macédonien                    | Teona Strugar Mitevska               | Non nommé |
| 2010 (82e)        | Ocas ještěrky                    | Ocas ještěrky               | tchèque                       | Ivo Trajkov (de)                     | Non nommé |
| 2011 (83e)        | Mothers                          | Мајки                       | macédonien                    | Milcho Manchevski                    | Non nommé |
| 2012 (84e)        | Pankot ne e mrtov (mk)           | Панкот не е мртов           | macédonien                    | Vladimir Blajevski (sr)              | Non nommé |
| 2013 (85e)        | Treto poluvreme (mk)             | Трето Полувреме             | macédonien                    | Darko Mitrevski                      | Non nommé |
| 2015 (87e)        | Do balcak (mk)                   | До балчак                   | macédonien                    | Stole Popov                          | Non nommé |
| 2016 (88e)        | Honey Night                      | Медена ноќ                  | macédonien                    | Ivo Trajkov (de)                     | Non nommé |
| 2017 (89e)        | Osloboduvanje na Skopje (mk)     | Ослободување на Скопје      | macédonien                    | Rade Šerbedžija, Danilo Šerbedžija   | Non nommé |
| 2019 (91e)        | Iscelitel (mk)                   | Исцелител                   | macédonien                    | Gjorce Stavreski                     | Non nommé |
| 2020 (92e)        | Honeyland                        | Медена земја                | macédonien, turc, bosnien     | Tamara Kotevska, Ljubomir Stefanov   | Nommé     |
| 2021 (93e)        | Vrba (mk)                        | Врба                        | macédonien                    | Milcho Manchevski                    | Non nommé |
| 2022 (94e)        | Sisterhood (mk)                  | Сестри                      | macédonien                    | Dina Duma                            | Non nommé |
| 2023 (95e)        | L'Homme le plus heureux du monde | Најсреќниот човек на светот | bosnien                       | Teona Strugar Mitevska               | Non nommé |
| 2024 (96e)        | Domakinstvo za pocetnici (nl)    | Домаќинство за почетници    | albanais, macédonien, romani  | Goran Stolevski                      | Non nommé |